# Bělov
Bělov – gmina w Czechach, w powiecie Zlin, w kraju zlińskim. Według danych z dnia 1 stycznia 2012 liczyła 290 mieszkańców.
Do 1 stycznia 2007 roku znajdowała się powiecie Kromieryż.